# Исповедь в христианстве
И́споведь в христиа́нстве — добровольное признание в своих совершённых грехах перед Богом, обычно в присутствии священнослужителя. Предполагается, что исповедь включает в себя покаяние.
В исторических церквях исповедь является одним из таинств, которое официально именуют «таинством покаяния». Исповедь в таинстве покаяния являет собой признание верующим грехов перед Богом в присутствии священника, который, в данном случае, являясь только свидетелем, от имени Иисуса Христа специальными разрешительными словами отпускает грехи всем искренне раскаявшимся. Покаявшийся получает прощение грехов от самого Бога. Власть прощать грехи, согласно церковному вероучению, была дана Иисусом Христом своим ученикам (а через них и Церкви в лице епископов): «Примите Духа Святого. Кому простите грехи, тому простятся; на ком оставите, на том останутся» (Ин. 20:22—23).
В раннем христианстве исповедь из-за немногочисленности паствы обычно носила публичный характер (см. Дидахе), где совершителем таинства был епископ (глава общины), отлучавший грешников и через возложение рук принимавший кающихся. Наряду с публичной исповедью существовала практика и тайной (частной) исповеди. Ко времени Киприана Карфагенского (начало III века) покаяние как таковое больше не было публичным.
Исповедь является неотъемлемой частью жизни христианина.

## Особенности терминологии
В православном богословии, из-за использования одинаковых терминов часто совмещают понятия исповеди, как церковного таинства, заключающегося в признании в совершении конкретных грехов и, собственно, самого покаяния (метанойя), как радикальных изменений, происходящих в сознании (в сердце) человека. Теоретически исповедь включает в себя покаяние, то есть предполагают, что приступающий к исповеди христианин уже принёс покаяние и в таком случае сама исповедь будет являться лишь внешним проявлением свершившихся изменений в мышлении человека.

Например, Архиепископ Фессалоникийский Симеон о покаянии писал следующее: 
Покаянием мы исправляем всё новые и новые грехи наши. Дар покаяния дан нам потому, что после крещения нет иного способа призвать нас ко спасению кроме подвигов <ко Христу> и слёз, кроме исповедания прегрешений и удаления от зла. К этому дару особенно приближается чин монахов, как постоянный залог покаяния.
Это совмещение разных понятий нашло отражение и в русском Синодальном переводе Библии. Например, словом «покаяние» переведено и еврейское слово видуй (וִדּוּי‬ — «признавание; сознавание»), которое использовано в значении «исповедание греха перед другими людьми» в Ветхом Завете (Чис. 5:6—7), и использующееся в Новом Завете греческое слово метанойя (μετάνοια), которое означает «изменение сознания».
Стирание разницы между покаянием, как изменением сознания и исповедью, как внешним проявлением такого покаяния, может спровоцировать у отдельных верующих проявление обрядоверия.

## Исторические формы исповеди
В Новом Завете Христос, обращаясь к ученикам, наделяет их властью прощать грехи: «Сказав это, дунул, и говорит им: примите Духа Святого. Кому простите грехи, тому простятся; на ком оставите, на том останутся» (Ин. 20:22—23). Ранние Отцы Церкви понимали, что власть прощать и оставлять грехи была передана апостолам и их законным преемникам, епископам и священникам, для приобщения павших после крещения верующих. Также в послании Иакова христиане призываются к признанию своих проступков друг перед другом (Иак. 5:16).
В Церкви послеапостольского периода власть «вязать и решить» была усвоена преемникам апостолов — епископам, а с III века — и священникам. В раннехристианских общинах практиковалась, как предполагается, в основном публичная исповедь, где совершителем таинства был епископ (глава общины), отлучавший грешников и через возложение рук принимавший кающихся. Об участии священнослужителей в исповеди свидетельствует Игнатий Богоносец (род. 35 г.) в «Послании к филадельфийцам»: «Впрочем всем кающимся Господь прощает, если они возвращаются к единению Божьему и к собору епископа. Верую благодати Иисуса Христа, что Он разрешил вас от всяких уз».
Наряду с публичной исповедью существовала также практика и тайной (частной) исповеди. Ко времени Киприана Карфагенского (начало III века) покаяние как таковое больше не было публичным. Однако уже к V веку публичная исповедь исчезает в любой форме. Св. Августин Иппонийский (начало V в.) не упоминает такую практику ни в одном из своих сочинений.
Для мирян за особо тяжкие грехи с первых веков Церкви совершались отлучения от Евхаристии. Отлучённые кающиеся не допускались в храм, а стояли вместе с оглашенными в притворе, с началом Евхаристии двери для них были закрыты. В IV веке святитель Василий Великий ввёл тайные епитимии для прелюбодейных жён, которых могли убить их разгневанные мужья (в ранней Византийской империи женщины были не равны в правах с мужчинами, и за их убийство мужья не несли почти никакого наказания перед государством). «Тайную исповедь» стали требовать и государственные (императорские) чиновники. Однако вплоть до XV века в православных требниках можно было встретить предписание, чтобы священник возлагал руку кающегося на свою шею и тем самым брал на себя все грехи кающегося христианина. Чин исповеди, который сегодня содержится в требнике, появился лишь в XVII веке. После преобразований императора Петра I, ориентировавшегося на европейскую практику, в Русской православной церкви была внедрена католическая тайноразрешительная молитва, в которой священник лишь произносил слова: «Аз иерей (имя рек), властью, данной мне от Бога прощаю и разрешаю от всех грехов…», — священники не имели права разглашать грехи кающихся.
На рубеже XIX—XX веков святой праведный Иоанн Кронштадтский популяризировал «общую исповедь», во время которой священник громко перечисляет распространённые грехи, а кающиеся признаются в содеянном.

## Подготовка к исповеди
Кающемуся, прежде всего, необходимо простить всех, кто, так или иначе, причинил обиды и огорчения ему самому (Мф. 6:14—15), а также попросить прощения за нечаянно или преднамеренно причинённые обиды. При подготовке к исповеди кающемуся желательно поститься, воздерживаться и дополнительно молиться. Христианину рекомендуется духовно подготовиться к таинству исповеди, читать покаянные молитвы, духовные книги и размышлять о своей греховности и благости Бога. Нужно покаянным взглядом окинуть свою жизнь и свою душу, проанализировать свои поступки, помышления и желания с точки зрения заповедей Божьих (лучше даже записать свои грехи, чтобы не упустить чего-либо во время совершения таинства).

## Исповедь в православии
К исповеди призываются все православные христиане, достигшие семилетнего возраста. Человек несёт ответственность только за свои личные грехи. Христианин должен исповедоваться только по своей воле. Священнику запрещено принуждать человека к исповеди.
Исповедоваться можно в любое время и в любой обстановке, но общепринятой является исповедь в храме во время богослужения или в специально назначенное священником время. Исповедующийся человек должен быть членом Православной церкви, то есть крещёным, сознательно верующим (признающим все основы православного вероучения) и кающимся в своих грехах. Священник обязан хранить тайну исповеди, то есть он не должен никому пересказывать то, что услышал на исповеди.
В храме священник исповедует перед аналоем, на котором находятся Крест и Евангелие. Обычно священник покрывает голову кающегося епитрахилью, молится, спрашивает имя исповедующегося и что он желает исповедать пред Богом, но иногда епитрахиль надевается на голову кающегося только во время чтения священником разрешительной молитвы.
Кающийся должен назвать свои грехи. Таинство не может свершиться без искреннего покаяния в своих грехах. Если исповедующийся медлит или запамятовал грехи, то священник может задавать наводящие вопросы. Выслушав исповедь, священник как свидетель и ходатай пред Богом, задаёт, если считает нужным, вопросы, и говорит наставления (также может назначить какую-нибудь епитимью), затем молится о прощении грехов кающегося и, когда видит искреннее раскаяние и стремление к исправлению, читает разрешительную молитву. Хотя само прощение грехов совершается не в момент чтения разрешительной молитвы, а по всей совокупности чинопоследования исповеди. При этом, и на это часто указывают Святые Отцы, при сознательном утаивании грехов или отсутствии искреннего раскаяния перед Богом Таинство исповеди не совершается, даже если священник и прочитал разрешительную молитву.
В традициях Русской, и ряда других поместных православных церквей, исповедь мирян (наряду с говением) обязательна перед Таинством причащения, но, например, в Сербской православной церкви прихожане причащаются каждую неделю, а исповедуются по желанию. Исповедь священнослужителей перед литургией и причастием не является обязательной и существует как местная традиция.
Поощряется также исповедь перед венчанием, рукоположением, монашеским постригом, перед предстоящей тяжёлой и опасной хирургической операцией и, вообще, перед всяким важным делом. Исповедаться можно и перед крещением, что является благочестивым обычаем и не является таинством (в таинствах могут участвовать только крещёные), поэтому епитрахиль на голову не возлагается и разрешительная молитва не читается.
Каждому православному рекомендуется иметь своего духовника — священника (желательно со своего прихода), преимущественно у которого бы постоянно и исповедовался бы этот христианин, и который бы помогал ему в духовном росте. Насельники некоторых монастырей ежедневно открывают духовному отцу не только содеянные грехи, но и свои помыслы. Откровение помыслов было всеобщей практикой в первоначальном монашестве, и является лучшим средством в борьбе со страстями. Кроме исповеди у священника, христианам предлагается постоянно повторять про себя покаянную молитву Иисусову, или более краткую молитву мытаря «Боже, милостив буди мне грешному», или просто «Господи помилуй!». С помощью глубокого покаяния иноки-исихасты созерцали «нетварный» Фаворский свет.
Полное последование исповедания содержится в Требнике.
В постоянной экспозиции Третьяковской галереи демонстрируется картина  И. Е. Репина «Перед исповедью».  Её сюжетной основой стало стихотворение Н. М. Минского «Последняя исповедь», опубликованное в первом выпуске журнала «Народная воля», изданном нелегально в 1879 году. Стихотворение и полотно изображают революционера-народовольца, отказывающегося исповедоваться перед казнью. Доктор искусствоведения Зильберштейн в статье «Работа Репина над картиной „Отказ от исповеди перед казнью“» (1952) называл две причины отказа от исповеди, традиционной в 1870—1890-е годы для революционеров: народники были атеистами и в священнослужителях они видели тайных политических агентов самодержавия. Картина вызвала в консервативной прессе бурное негодование и не была допущена для экспонирования на XII выставку Товарищества передвижных художественных выставок 1884 года.

## Исповедь в католицизме
Исповедь (poenitentia) является одним из семи таинств и строго обязательна для всех католиков раз в год, даже если нет главных грехов. Многие священники рекомендуют исповедоваться раз в месяц или даже чаще, если есть такая потребность.
Для того, чтобы исповедь была действительной, необходимо выполнение следующих условий:
- Испытание совести.
- Искреннее покаяние в грехах.
- Твёрдое намерение больше не грешить.
- Искренняя исповедь перед Богом (в присутствии священника).
- Удовлетворение за грехи Богу и ближнему (прежде всего исполнение наложенной епитимьи и посильное возмещение ущерба, причинённого людям).

Порядок исповеди такой же, как в православии. По окончании исповеди священник произносит разрешительную молитву.
Исповедание грехов обычно происходит в специальной кабине, называемой исповедальней или конфессионалом (возможна исповедь и вне конфессионала). Конфессионал сконструирован таким образом, чтобы священник имел возможность слышать исповедь, но не имел возможности видеть лицо исповедующегося (окошко исповедальни затянуто материей).

## Исповедь в протестантизме
В протестантских общинах существует несколько незначительно отличающихся между собой практик исповедания грехов.
Так, в лютеранстве исповедь состоит из двух частей — собственно исповедания грехов и отпущения грехов. Отпущение грехов, произносимое обычно пастором или проповедником, исходит от самого Бога. Прощение грехов даётся даром, по милости Божьей, в лютеранской церкви не накладывается епитимья. Прощение грехов зависит только от милосердия Бога и веры в искупительную жертву Иисуса Христа, дарующую прощение и спасение. Во время исповеди не требуется перечисление всех грехов; XXV артикул Аугсбургского вероисповедания указывает, что человек не в состоянии вспомнить и перечислить все свои грехи (ссылаясь на Пс. 18:12).
Практикуется как частная, так и публичная исповедь. Частная исповедь — исповедание грехов наедине с пастором или проповедником. Публичное исповедание грехов происходит во время богослужения и в большинстве протестантских общин является его неотъемлемой частью. К Святому причастию допускаются только те верующие, которые исповедовали свои грехи (поэтому на богослужении со Святым Причастием публичная исповедь присутствует непременно), при этом необходимость исповеди и покаяния не зависит от тяжести совершённого греха, так как в протестантской теологии делается акцент, что любой грех является тяжким грехом.

## Тайна исповеди
До конца V века, согласно А. Ф. Кони, в Христианской церкви допускалась как исповедь пред пресвитером, так и публичная, в храме; с начала же VI века единственной принятой формой исповеди, сопряжённой с соблюдением молчания обо всём при ней открытом, является тайная исповедь.
Римско-католическая церковь, исходя из мнения Фомы Аквинского и других учёных-богословов, установила «печать молчания», запрещая священникам говорить кому бы то ни было об услышанном во время исповеди. Нарушение этого правила, согласно 21-му правилу Четвёртого Латеранского Собора, грозило пожизненным заключением в монастыре «строжайшего» ордена. Булла папы Климента VIII 26 мая 1594 года говорит о такой же ответственности открывшего тайну исповеди.
В православии тайна исповеди тоже соблюдалась строго. Номоканон при требнике 1662 года, запрещает открывать тайну исповеди и грозит виновному самым тяжким наказанием.
Однако безусловность тайны исповеди была нарушена во времена царствования Петра I. «Духовный Регламент» того времени предусматривал в трёх пунктах «прибавлений о правилах причта церковного» жестокое наказание за открытие тайны исповеди, в других же трёх пунктах разрешалось разглашать тайны исповеди по отношению к тем, кто, «вымыслив или притворно учинив, разгласят ложное чудо», и к умыслившим государственное преступление, если они, «объявляя намеряемое зло, покажут себя, что не раскаиваются, но ставят себе в истину и намерения своего не отлагая, не яко грех исповедуют».
Согласно Полному православному богословскому энциклопедическому словарю:

Ныне всё сказанное на исповеди сохраняется в тайне, за исключением таких случаев, когда сокрытие грозит опасностью монарху, императорскому дому или государству.
— Тайна исповеди // Полный православный богословский энциклопедический словарь (CD-версия: «Богословская энциклопедия». — М.: Directmedia Publishing. — 2005. — С. 8760

## Тайна исповеди и современное законодательство
В эпоху СССР и идеологии государственного атеизма понятия тайны исповеди не существовало.
Только в 1993 году в Уголовный кодекс РСФСР (утвержден Верховным Советом РСФСР 27.10.1960) в статью 19 было внесено изменение, согласно которому не подлежит уголовной ответственности священнослужитель за недонесение о преступлении, ставшем ему известным из исповеди.
Современное российское законодательство охраняет тайну исповеди. В соответствии Конституцией Российской Федерации (ст.23 право на неприкосновенность частной жизни, личную и семейную тайну) был принят Федеральный закон «О свободе совести и религиозных объединениях» — «тайна исповеди охраняется законом. Священнослужитель не может быть привлечен к ответственности за отказ от дачи показаний по обстоятельствам, которые стали известны ему из исповеди» (ч. 7 ст. 3). Это правило конкретизируется в процессуальном законодательстве: так, согласно п. 4 ч. 3 ст. 56 УПК РФ священнослужитель не может быть допрошен в качестве свидетеля об обстоятельствах, ставших ему известными из исповеди; аналогичное правило действует и в гражданском процессе (п. 3 ч. 3 ст. 69 ГПК РФ).